# 가나가와현
가나가와현(일본어: 神奈川県 가나가와켄[*])은 일본 간토 지방 남서부에 위치하며 도쿄도 남쪽에 인접하는 현이다. 과거 역참 마을로 번창했으며 현청 소재지는 요코하마시이다.

## 개요
가나가와현에는 조몬 시대인 기원전 400년경으로 거슬러 올라가는 고고학적 유적지가 있다. 약 3,000년 전에 하코네산이 화산 폭발을 일으켜 현의 서쪽 지역에 아시 호수가 만들어졌다.
이 지역은 5세기부터 야마토 왕조가 지배했다고 여겨지지만 고대에는 평야에 사람이 거의 살지 않았다.
중세 일본의 가나가와현은 사가미국과 무사시국의 일부였다. 가마쿠라는 가마쿠라 시대(1185~1333) 일본의 수도였다.
에도 시대에 사가미국의 서쪽은 오다와라성의 다이묘가, 동쪽은 에도의 도쿠가와 막부가 직접 통치했다.
1853년과 1854년 매튜 페리 제독이 가나가와에 상륙하여 미일 양국은 일본 항구를 개방하는 가나가와 조약에 서명하였다. 요코하마는 도쿄만에서 가장 큰 심해항으로, 몇 년간의 외압 끝에 1859년 외국 상인들에게 개방되었고 마침내 일본에서 가장 큰 무역항으로 발전하였다. 메이지 시대 이후 요코하마에는 많은 외국인들이 살고 하코네를 방문했다. 메이지 정부는 1872년 도쿄의 신바시에서 요코하마로 가는 최초의 철도를 개통하였다.
1923년 간토 대지진의 진원지는 사가미만의 이즈오시마섬 아래였다. 이 지진은 도쿄, 요코하마, 지바현, 가나가와현, 시즈오카현을 초토화시키고 간토 지방에 광범위한 피해를 입혔다. 바다는 마나즈루 포인트에서 해안으로부터 400m나 멀어지고, 미쓰이시섬을 뒤덮은 거대한 물벽을 타고 해안으로 되돌아갔다. 가마쿠라에서는 지진, 쓰나미, 화재로 인한 사망자 수가 2,000명을 넘어섰다. 오다와라에서는 즉시 건물의 90%가 붕괴되었고, 그 후 발생한 화재로 인해 잔해가 타버렸다.
요코하마, 가와사키와 다른 주요 도시들은 1945년 미군의 폭격으로 큰 피해를 입었다. 총 사상자는 수천 명이 넘었으며, 전후 연합군 최고사령관인 더글러스 맥아더 장군은 다른 지역으로 이동하기 전에 가나가와에 상륙하였다. 캠프 자마(육군), 요코스카 해군기지, 아쓰기 해군비행장(해군) 등 가나가와 현지에 미군 기지가 남아 있다.

## 지리
가나가와는 상대적으로 작은 현으로 간토평야의 남동쪽 모퉁이에 위치하고 북쪽으로 도쿄도, 북서쪽으로 후지산의 기슭, 남쪽으로 사가미만, 동쪽으로 도쿄만과 접한다. 현의 동부는 상대적으로 평평하고 고도로 도시화된 지역으로 큰 항구도시인 요코하마시(현청 소재지)와 가와사키시(도쿄도 접경지역)를 포함한다.
미우라반도와 인접한 남동부 지역은 가마쿠라 고대 도시 때문에 절과 신사로 관광객이 몰린다. 서쪽은 야마나시현, 시즈오카현과 접해 있으며 산지가 많고 오다와라, 하코네와 같은 휴양지가 포함된다. 서쪽에서 동쪽으로 80km, 남북으로 60km에 이르는 이 지역은 2,400km2의 면적을 차지하며 일본 전체 국토 면적의 0.64%를 차지한다.
2012년 4월 1일 기준 현 전체 면적의 23%가 자연공원으로 지정되어 있다.

### 동부: 다마 구릉·미우라반도
다마가와와 사카이가와에 낀 현내 동부 지형을 특징짓는 것은 다마 구릉을 중심으로 한 구릉 지형이다. 도쿄도 다마 지역 남서부에서 이어지는 다마 구릉 가운데 현내에 속하는 것은 남부의 해발 70~90m 정도의 저위면이다.
도쿄만 측사면과 사가미만 측사면을 나누는 분수계는 서쪽으로 지우쳐 있으며, 도쿄만 측에서는 다마가와 지류의 미사와가와강이나 고탄다강, 쓰루미강과 그 지류의 온다강, 또한 야시가와강이나 오오카강 등에 의해서, 또 사가미만 측사면에서는 사카가와 지류의 가시와오강과 그 지류에 의해서 수지상으로 침식된 계곡이 분포한다.
다마 구릉의 주릉선은 요코하마시의 최고 지점인 엔카이산(153m)·다이마루산(156m)을 거쳐 미우라반도로 이어진다. 미우라반도는 대부분 미우라 구릉이 차지하고 있으며, 이를 침식하는 하천을 따라 트인 다니토에 가마쿠라, 즈시, 요코스카 등의 도시가 분포한다.
그러나 평탄지가 부족하기 때문에 요코스카에서는 일찍부터 구릉 위로까지 시가화가 진행되었고, 다른 지역에서도 고도 경제성장기 후반 이후 대규모 지형 개편에 의한 주택 개발이 이루어지고 있다.
요코스카시 남부의 헤이사쿠강의 가와타니 부근보다 남쪽에서는 기누가사 단층이나 기타타케 단층, 다케야마 단층 등 서북서-동남동 방향으로 뻗는 활단층이 병행하고 있다.
이 활단층군은 우라가 수도를 사이에 둔 보소반도 남부까지 이어진다. 반도 남단의 무산 단층 이남의 미우라시에서는 크게 3단의 해안 단구가 발달하고, 단구면 위로 평탄지가 펼쳐진다. 단구를 수지상으로 침식하는 하곡의 말단은 침수되어 오아미다이만이나 아부라호만 등의 물에 빠진 골짜기가 분포한다.

### 중앙부: 사가미평야
현 중앙부의 사가미강 중하류 지역에 펼쳐진 계단상의 평탄지를 사가미평야라고 부른다. 넓은 의미로는 간토평야의 일부로 여겨지기도 하지만 다마구릉에 의해 분리되어 지질구조상 독립적인 퇴적분지로 여겨진다.
사가미강의 퇴적 작용에 의해서 형성된 사가미 평야는 낡은 퇴적면인 사가미노 대지와 현재의 퇴적면인 사가미가와 저지대로 나눌 수 있다.
사가미강은 사가미하라시 도마 부근에서 유로를 남쪽으로 바꾸어 에비나·아쓰기 부근으로부터 양쪽으로 자연 제방과 배후 습지를 발달시킨 충적 저지를 형성한다.
이 저지는 서쪽의 단자와 산지에서 흘러나오는 가나메가와 수계가 사가미가와 우안에 형성한 저지와 일체가 되어 현 중앙부에 넓은 평야를 만든다. 사가미국 내에서는 일찍부터 개발된 지역으로, 에비나에는 고쿠분지가 건립되고 사무카와초에는 사가미쿠니 이치노미야인 사무카와 신사가 진좌한다.
히라쓰카에서 후지사와에 걸친 사가미만에는 조몬 해진 고조기 이후의 해안선의 후퇴를 반영해 10열 이상의 모래 퇴열이 분포한다. 쇼난 해안으로 알려진 이 모래사장은 사가미강이나 사와이강 등에서 공급된 토사에서 유래한 것으로 생각되지만, 최근에는 댐 건설 등에 의한 공급과의 불균형으로 침식이 현저하다.

### 서부: 단자와 하코네 화산
아시가라평야의 북동쪽 가장자리에서 오이소 구릉과의 경계를 이루는 직선적인 급애는 고쿠후즈-마쓰다 단층대라고 불리는 매우 활발한 활단층에 의한 것으로, 이를 산호쿠초의 가미나와 단층으로 연장한 가미나와·고후즈-마쓰다 단층대는 동일본을 포함하는 북아메리카판과 이즈반도를 싣는 필리핀판의 경계로 여겨진다.
하코네 화산은 이즈·오가사와라호에 속하며, 이중의 외륜산을 가진 대규모 복식 화산이다. 약 65만 년 전에 활동을 시작하여 현재의 아타미-미시마-고텐바-오다와라를 산록으로 하는 거대한 화산이 형성되었다. 약 25만 년 전에 일어난 거대 분화 이후 하쿠긴산-다이칸산-산쿠니산-긴토키산-묘진가봉-묘조가봉을 외륜산인 최초의 칼데라가 형성되었고, 약 6만 5천 년 전 대폭발 무렵까지 아사마산-타카스산 및 병풍산을 동쪽 외륜산에서 새로운 칼데라가 형성되었다.
중앙 분화구 언덕인 가미야마와 고마가봉 등은 약 3만 년 전에 활동을 개시하여 그 이전에 형성되었던 오래된 중앙 분화구 언덕을 덮고 성장하였다. 중앙화구 언덕에서의 화쇄류와 산체붕괴로 인한 퇴적물이 북쪽을 돌아 흐르던 하야가와를 막으면서 센고쿠하라와 아시노 호수가 형성되었다. 하코네 화산에서는 현재도 오와쿠다니에서 분기 활동을 볼 수 있으며, 주위에 하코네 온천, 유가와라 온천 등 많은 온천이 분포한다.

### 지형

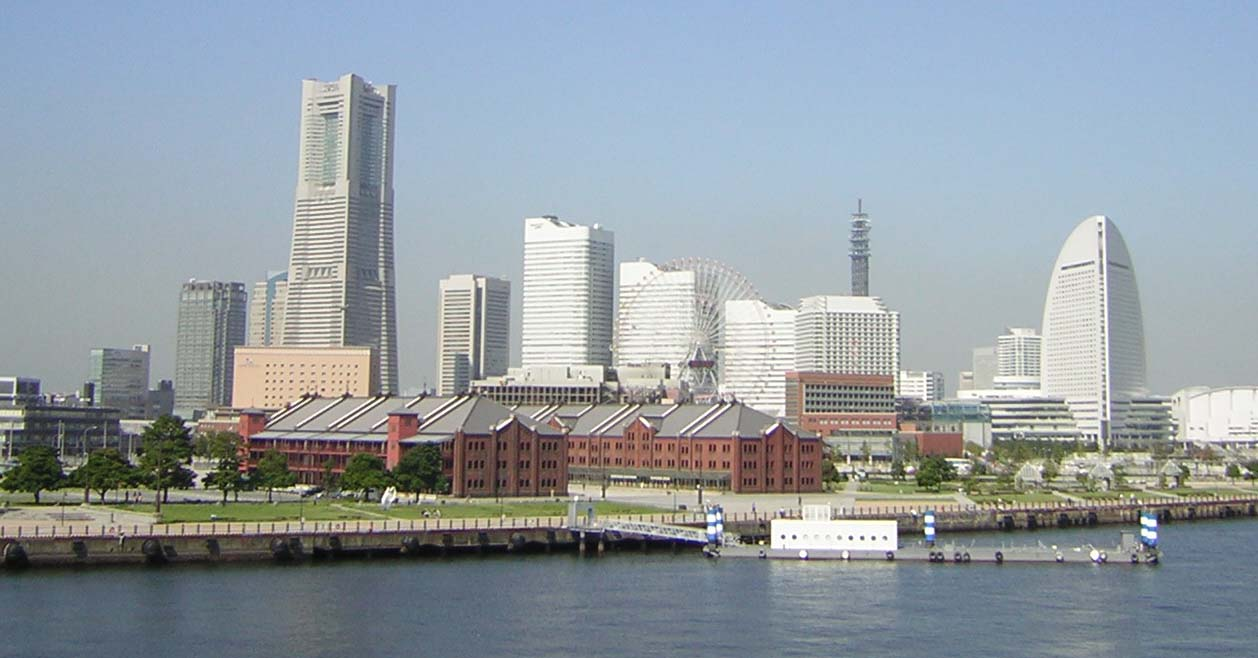
요코하마 미나토미라이 21

지형적으로 현은 세 개의 지역으로 구별된다. 서쪽의 산지에는 단자와 산지와 하코네 화산이 있다. 동부의 구릉 지대는 다마 구릉과 미우라반도가 있다. 중부는 다마 구릉과 미우라반도에 둘러싸인 평평한 대지와 저지를 이루고 사가미강, 사카이강, 쓰루미강, 다마강 등의 주요 강들이 흐른다.
다마강은 가나가와현과 도쿄도의 경계를 형성한다. 사가미강은 현의 중앙을 통과해 흐른다. 사카와강은 서쪽의 하코네 화산과 동쪽의 오이소 구릉 사이의 작은 사카와 저지를 통과해 사가미만으로 흘러든다.
간토산맥의 일부인 단자와산맥은 현에서 가장 높은 봉우리인 히루산(1673m)을 포함한다. 다른 산들도 이와 비슷한 높이로 히노키보라마루산(1601m), 단자와산(1567m), 오무로산(1588m), 히메쓰기산(1433m), 우스산(1460m)이 있다. 산맥은 남쪽의 하다노 분지와 오이소 구릉으로 갈수록 낮아진다. 산맥의 동쪽 기슭은 이세하라평야와 사가미강 건너 사가미평야가 놓여 있다.

## 지역

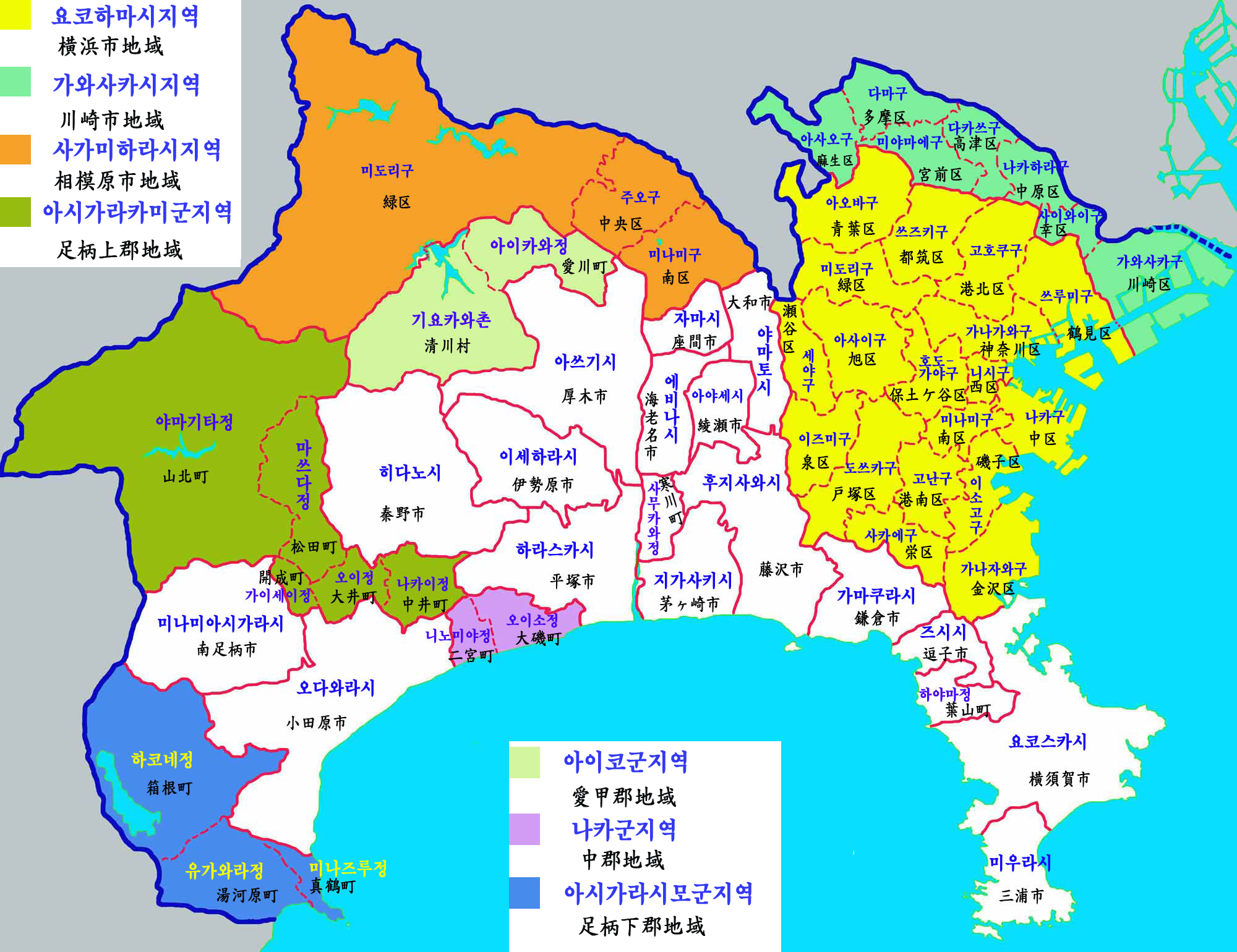
가나가와현 시정촌도

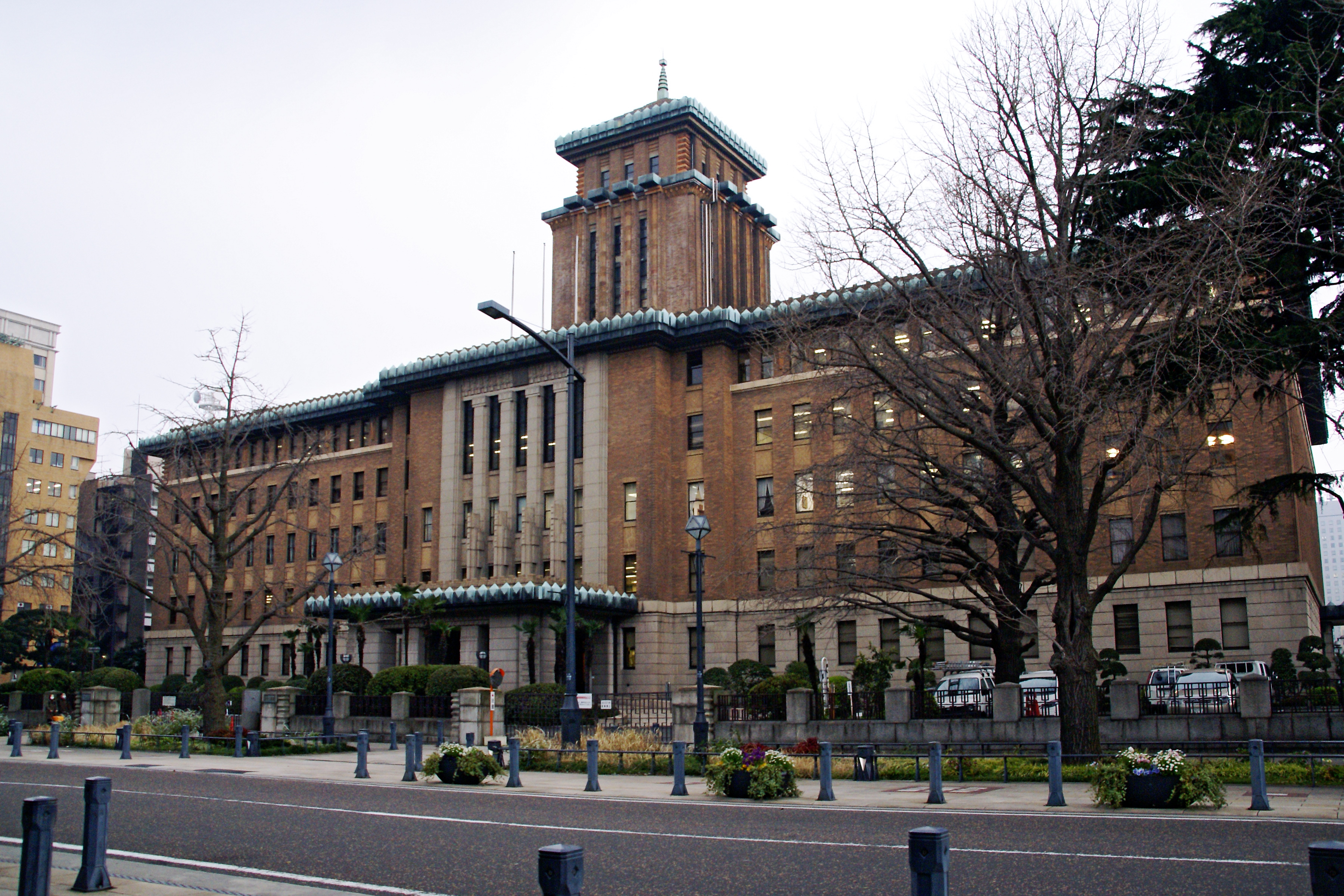
가나가와현청

### 동부 지역

#### 요코하마·가와사키 지역(横浜・川崎地域)
요코하마·가와사키 지역(横浜・川崎地域)은 미우라반도를 제외한 가나가와현 동부 지역을 일컫는다.
- 요코하마시(横浜市) - 현청 소재지, 정령지정도시 18구
  - 쓰루미구(鶴見区) - 가나가와구(神奈川区) - 니시구(西区) - 나카구(中区) - 미나미구(南区) - 고난구(港南区) - 호도가야구(保土ケ谷区) - 아사히구(旭区) - 이소고구(磯子区) - 가나자와구(金沢区) - 고호쿠구(港北区) - 미도리구(緑区) - 아오바구(青葉区) - 쓰즈키구(都筑区) - 도쓰카구(戸塚区) - 사카에구(栄区) - 이즈미구(泉区) - 세야구(瀬谷区)

- 가와사키시(川崎市) - 정령지정도시 7구
  - 가와사키구(川崎区) - 사이와이구(幸区) - 나카하라구(中原区) - 다카쓰구(高津区) - 미야마에구(宮前区) - 다마구(多摩区) - 아사오구(麻生区)

#### 요코스카·미우라 지역(横須賀・三浦地域)
요코스카·미우라 지역(横須賀・三浦地域)은 미우라반도에 위치한 지자체 관할 지역이다.
- 요코스카시(横須賀市) - 중핵시
- 가마쿠라시(鎌倉市)
- 즈시시(逗子市)
- 미우라시(三浦市)
- 미우라군(三浦郡)
  - 하야마정(葉山町)

### 중부 지역

#### 겐오 지역(県央地域)
- 사가미하라시(相模原市) - 정령지정도시 3구
  - 미도리구(綠区) - 주오구(中央区) - 미나미구(南区)
- 아쓰기시(厚木市) - 특례시
- 야마토시(大和市) - 특례시
- 에비나시(海老名市)
- 자마시(座間市)
- 아야세시(綾瀬市)
- 아이코군(愛甲郡)
  - 아이카와정(愛川町) - 기요카와촌(清川村)

#### 쇼난 지역(湘南地域)
- 후지사와시(藤沢市)
- 히라쓰카시(平塚市) - 특례시
- 지가사키시(茅ヶ崎市) - 특례시
- 하다노시(秦野市)
- 이세하라시(伊勢原市)
- 고자군(高座郡)
  - 사무카와정(寒川町)
- 나카군(中郡)
  - 오이소정(大磯町) - 니노미야정(二宮町)

### 서부 지역

#### 아시가라카미 지역(足柄上地域)
- 미나미아시가라시(南足柄市)
- 아시가라카미군(足柄上郡)
  - 나카이정(中井町) - 오이정(大井町) - 마쓰다정(松田町) - 야마키타정(山北町) - 가이세이정(開成町)

#### 아시가라시모 지역(足柄下地域)
- 오다와라시(小田原市) - 특례시
- 아시가라시모군(足柄下郡)
  - 하코네정(箱根町) - 마나즈루정(真鶴町) - 유가와라정(湯河原町)

## 역사

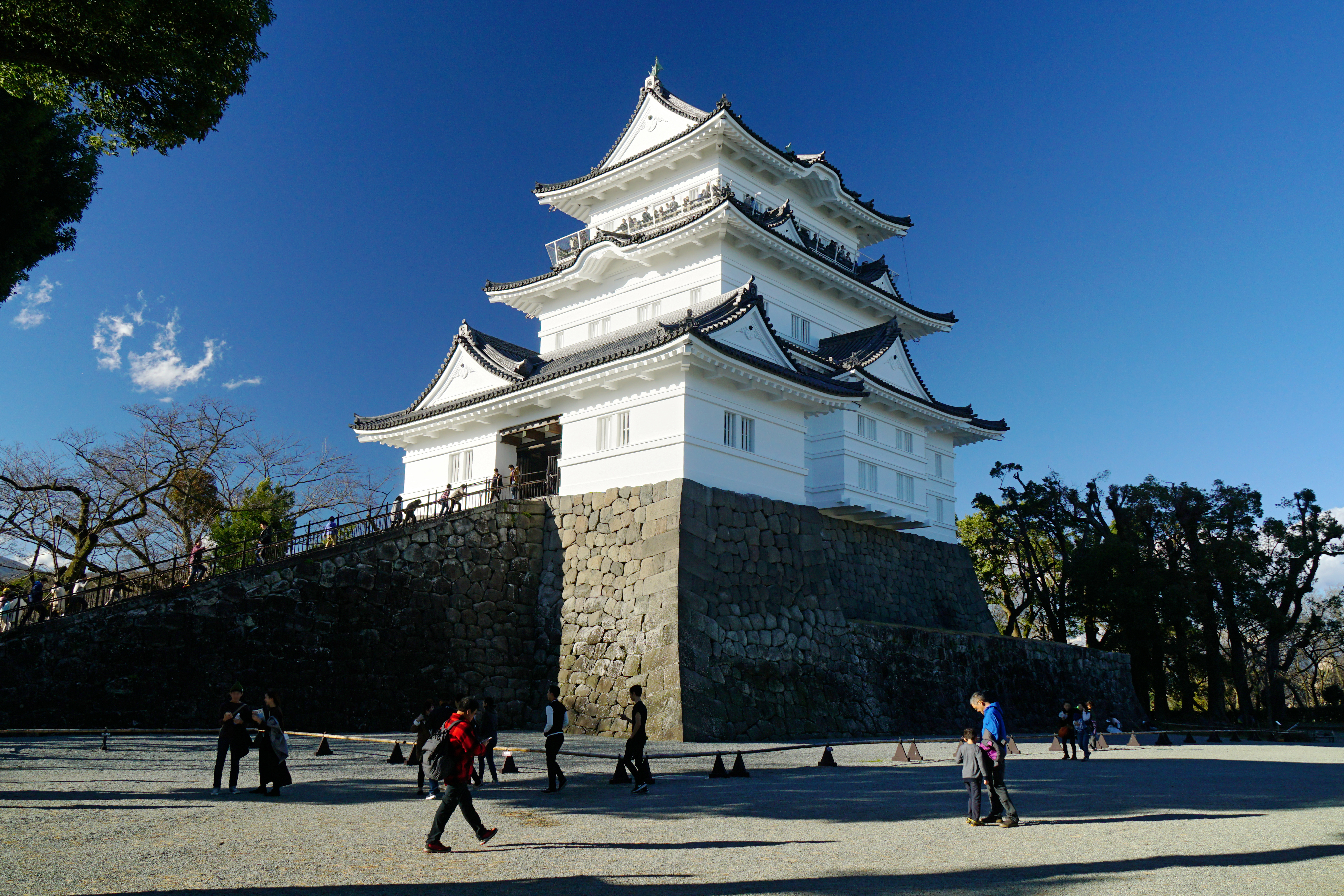
오다와라성

가나가와현의 몇몇 고고학 유적들은 조몬 시대(기원전 400년)까지 거슬러 올라간다. 하코네산의 화산 폭발의 결과 현의 서쪽에 아시노호가 생성되었다. 야마토국이 동쪽으로 전진하면서 5세기부터 이 지역을 통치하기 시작한 것으로 추정된다. 고대에 이 지역에는 사람이 거의 살지 않았다.
사가미 중앙의 가마쿠라는 가마쿠라 시대(1185~1333)에 일본의 수도였으며 중세 시대에 가마쿠라는 사가미국과 무사시국의 일부였다. 에도 시대에 사가미국의 서부는 오다와라성의 다이묘의 통치 하에 있었고 동부는 에도의 도쿠가와 막부의 직할령이었다.
함대사령관 매슈 페리는 1853년에 가나가와에 상륙하였고 1854년에 일본의 항구를 미국에 개항하는 미일 화친 조약에 서명하였다. 요코하마는 도쿄만의 가장 큰 심수항으로 1859년에 열강의 압력으로 외국의 무역업자에 개방되었고 일본의 가장 큰 무역항으로 발전하였다. 도쿄만 입구의 인접한 요코스카는 해군항으로 개발되었고 현재 미국 제7함대와 일본 해상자위대 함대의 본부 역할을 한다. 메이지 시대에 많은 외국인들이 요코하마시에 살았고 하코네를 방문하였다. 메이지 정부는 1872년에 도쿄의 신바시에서 요코하마에 이르는 첫 번째 철도를 건설하였다.
1923년 간토 대지진의 진앙지는 사가미만의 이즈오섬 밑이었다. 지진은 간토 지방 전체에 광범위한 피해를 입혔고, 도쿄와 요코하마 등의 항구 도시, 주변의 지바현, 가나가와현, 시즈오카현은 황폐해졌다. 가마쿠라에서 지진과 쓰나미, 화재로 인한 총 사망자는 2000명이 넘었다. 오다와라에서는 건물의 90%가 즉각 붕괴되었고 뒤따른 화재로 인해 남은 건물들은 잿더미로 변했다.
요코하마, 가와사키와 다른 주요 도시들은 1945년에 미군의 폭격으로 심각한 피해를 입었다. 사상자는 수 천명 이상이었다. 전쟁 후 일본 점령 하에 연합군 최고사령부의 사령관 더글러스 맥아더 장군은 다른 지역으로 이동하기 전에 가나가와에 상륙했다. 캠프 자마, 요코스카 해군 시설, 아쓰기 해군 비행장을 포함한 가나가와의 미군 기지는 여전히 남아 있다.
1945년에 가나가와의 인구는 약 190만 명으로 일본에서 15번째로 인구가 많은 현이었다. 전쟁 후에 현은 도쿄 대도시권의 일부로 급격한 도시화를 겪었다. 2008년의 인구는 약 890만 명이었고 2006년에 가나가와는 일본에서 두 번째로 인구가 많은 현이 되었다.

## 인구
|                                                | |
| 가나가와현의 전국의 연령별 인구 분포（2005년） | 가나가와현의 연령·남녀별 인구 분포（2005년）                                                                              |
| ■자주색 ― 가나가와현 ■녹색 ― 일본전국          | ■파랑색 ― 남자 ■빨간색 ― 여자                                                                                             |
| · 가나가와현의 인구추이                        | |
| 일본 총무성 통계국 국세조사 결과               | |
|                                                | 이 그래프는 더 이상 지원되지 않는 레거시 그래프 확장 기능을 사용하고 있습니다. 새로운 차트 확장 기능으로 변환해야 합니다. |

| 연도  | 인구      | ±% p.a. |
| ----- | --------- | ------- |
| 1890  | 979,756   | —       |
| 1903  | 1,051,433 | +0.54%  |
| 1913  | 1,228,254 | +1.57%  |
| 1920  | 1,323,390 | +1.07%  |
| 1925  | 1,416,792 | +1.37%  |
| 1930  | 1,619,606 | +2.71%  |
| 1935  | 1,840,005 | +2.58%  |
| 1940  | 2,188,974 | +3.53%  |
| 1945  | 1,865,667 | −3.15%  |
| 1950  | 2,487,665 | +5.92%  |
| 1955  | 2,919,497 | +3.25%  |
| 1960  | 3,443,176 | +3.35%  |
| 1965  | 4,430,743 | +5.17%  |
| 1970  | 5,472,247 | +4.31%  |
| 1975  | 6,397,748 | +3.17%  |
| 1980  | 6,924,348 | +1.59%  |
| 1985  | 7,431,974 | +1.43%  |
| 1990  | 7,980,391 | +1.43%  |
| 1995  | 8,245,900 | +0.66%  |
| 2000  | 8,489,974 | +0.59%  |
| 2005  | 8,791,597 | +0.70%  |
| 2010  | 9,048,331 | +0.58%  |
| 2015  | 9,058,094 | +0.02%  |
| 출처: |           |         |

## 스포츠

### 축구
- 요코하마 F. 마리노스(요코하마시)
- 요코하마 FC(요코하마시)
- 가와사키 프론탈레(가와사키시)
- 쇼난 벨마레(히라쓰카시)

### 야구
- 요코하마 DeNA 베이스타스(요코하마시)

## 교통
가나가와의 교통망은 도쿄와 서로 얽혀 있다. 대부분의 가나가와로의 항공 여행은 도쿄 국제공항과 나리타 국제공항을 통해 이루어진다. 도카이도 신칸센의 신요코하마역과 오다와라역이 현에 위치하여 도쿄, 나고야, 오사카와 다른 주요 도시로의 고속철도 서비스를 제공한다.

### 철도
- 동일본 여객철도
  - 도카이도 본선, 난부선, 쓰루미선, 요코하마선, 네기시선, 요코스카선, 사가미선, 주오 본선
- 도카이 여객철도
  - 도카이도 신칸센, 고텐바선
- 게이오 전철
  - 사가미하라선
- 도큐 전철
  - 도요코선, 덴엔토시선, 메구로선, 오이마치선
- 요코하마 고속철도
  - 미나토미라이선, 고도모노쿠니선
- 오다큐 전철
  - 오다와라선, 다마선, 에노시마선
- 게이힌 급행 전철
  - 게이큐 본선, 다이시선, 즈시선, 구리하마선
- 사가미 철도
  - 소테쓰 본선, 이즈미노선
- 요코하마시 교통국(요코하마 시영 지하철)
  - 블루 라인, 그린 라인
- 에노시마 전철
  - 에노시마 전철선
- 쇼난 모노레일
  - 에노시마선

### 고속도로
- 수도고속도로
- 동일본 고속도로

### 국도
- 국도 제134호선
- 국도 제246호선
- 국도 제357호선

## 자매 결연 지역
- 미국 메릴랜드주
- 중화인민공화국 랴오닝성
- 우크라이나 오데사주
- 독일 바덴뷔르템베르크주
- 대한민국 경기도
- 오스트레일리아 골드코스트
- 말레이시아 피낭주
- 스웨덴 베스트라예탈란드주

## 출신 가수
- 나가노 히로시&미야케 켄(V6멤버)
- 쿠니미츠 슈(S.E.S.출신)
- 야구치 마리&니이가키 리사(모닝구무스메OG멤버)